# Unirea Shopping Center
Unirea Shopping Center – duże centrum handlowe w centrum Bukaresztu, na Piața Unirii, w Rumunii.
Otwarte w 1976 roku i rozbudowane w 1989 roku, był to największy dom towarowy w komunistycznej Rumunii. W latach 90. przekształcono go w centrum handlowe. Kompleks ma łączną powierzchnię 83 971 m² i 1000 miejsc parkingowych. Najbliższa stacja metra to Piața Unirii.